# Настоящее
Запрос «Современность» перенаправляется сюда; см. также Новое время, Новейшее время.
Настоя́щее, настоя́щее вре́мя (сокращённо наст. время или н. в.) — часть линии времени, состоящая из событий, которые происходят в данный момент, то есть определённая область пространства-времени. При определённых допущениях под настоящим временем понимаются текущие дни, месяцы и даже годы.
В этом смысле настоящее противопоставлено прошлому (множество событий, которые уже произошли) и будущему (множество событий, которые ещё не произошли) и расположено между ними.
Первыми современными людьми (подразумевается, в культурном смысле) указывает итальянцев (в связи с Ренессансом) византинист Спирос Врионис. Как отмечает Paolo Malanima, с 1860 года, когда Якоб Буркхардт опубликовал свой шедевр «Цивилизация Возрождения в Италии», Ренессанс рассматривается как отправная точка современной культуры в Европе, а Италия — как её колыбель. По мнению большинства учёных, начало современной эпохе положил итальянский гуманизм. Также одним из показателей перехода к современности указывают возросший политический демократизм.